# Buch and the Snake Streetcher's
Buch and the Snake Streetcher's è un album Live di Roy Buchanan, pubblicato dalla Bioya Records nel 1971.
Il disco fu registrato dal vivo nei primi mesi del 1971 al Crossroads di Bladensburg, Maryland (Stati Uniti),  fu ripubblicato in seguito su CD (stessi sei brani ma con scaletta differente) da diverse etichette quali: Adelphi Records (GCD 7519), Genes Records e Habla Label Records.

## Tracce
Lato A
1. The Fugitive (Liz Anderson, Casey Anderson)
2. The Messiah Will Come Again (Roy Buchanan)
3. Johnny B. Goode (Chuck Berry)

Lato B
1. Sweet Dreams (Don Gibson)
2. Down by the River (Neil Young)
3. Since You've Been Gone (Roy Buchanan)

Edizione CD del 1992, pubblicato dalla Adelphi Records (GCD 7519)
1. Sweet Dreams – 5:03 (Don Gibson)
2. Down by the River – 7:35 (Neil Young)
3. Since You've Been Gone – 7:57 (Roy Buchanan)
4. I'm a Lonesome Fugitive – 3:53 (Liz Anderson, Casey Anderson)
5. The Messiah Will Come Again – 7:10 (Roy Buchanan)
6. Johnny B. Goode – 3:23 (Chuck Berry)

Durata totale: 35:01

## Musicisti
- Roy Buchanan - chitarra solista, voce
- Teddy Irwin - chitarra ritmica
- Chuck Tilley - chitarra ritmica, voce
- Dick Heintze - organo, pianoforte
- Peter Van Allen - basso
- Ned Davis - batteria
- Marc Fisher - tamburello[1]